# Szlagier Maszyna
Szlagier Maszyna – polski zespół muzyczny z Chorzowa, Rozwadzy i Kędzierzyna-Koźla założony w 1999 roku, grający i śpiewający w gwarze śląskiej w czteroosobowym składzie. Inna nazwa używana zamiennie to Kumpliki lub Szlagier Maszyna i Kumpliki.

## Historia
Historia zespołu rozpoczyna się od nagrania pierwszej płyty Szlagier Maszyny dla Wydawnictwa Muzycznego ACCORD. Zespół koncertował nie tylko na Śląsku, ale w całej Polsce. W roku 2004 i 2007 zespół koncertował na corocznych spotkaniach Ślązaków Schlesien Treffen w Santa Susanna w Hiszpanii. Ich piosenki grane były m.in. w Radio Piekary, Radio Vanessa, Radio Plus, Radio Opole, Radio Fest, Radio Silesia. Teledyski można było zobaczyć w Polsacie w programie Disco Relax w roku 2000 i 2001, w TVP Katowice, a od 2008 roku w TVS. Piosenka My strażaki z OSP stanowiła podkład muzyczny do reportażu o Ochotniczej Straży Pożarnej w odcinku Panoramy w TVP2.

## Dyskografia
- Kumpliki 4 ...i wszystko gro (2008).
- Kumpliki 3 To tylko życie.
- Szlagier Maszyna 9.
- Szlagier Maszyna i Kumpliki 2 (album dwupłytowy).
- Szlagier Maszyna i Kumpliki 1 (album dwupłytowy).
- Szlagier Maszyna 8.
- Szlagier Maszyna 7.
- Szlagier Maszyna 6.
- Szlagier Maszyna 5.
- Szlagier Maszyna 4.
- Kumpliki 2.
- Szlagier Maszyna 3.
- Kumpliki 1 Super fajer weselny.
- Szlagier Maszyna 2.
- Szlagier Maszyna 1 (1999).
- Szlagier Maszyna 10 (2016).

## Popularne piosenki
- Jola mu do.
- Mało mom wlone.
- Blokowy szpieg.
- My strażaki z OSP.
- Nasza miłość bydzie wiecznie trwać.
- TV Mix 2 (Jada som i Polska gola).
- Tramwajem po Ślasku.
- Mamo dzięki Ci.
- Hymn piwosza.
- Śląskie widoki.
- Cołkie życie w gumolicie.
- A jo wola krupnioka.
- Klik 2020

## Teledyski
- 2009 Baśnie, bajki. bajeczki.
- 2008 Nasza miłość bydzie wiecznie trwać.
- 2008 Blokowy szpieg.
- 2006 TV mix 2 (Jada som).
- 2005 TV mix 1 (Zaś mu to wyszło).
- 2004 Śląska biesiada.
- 2001 Szlagier Szoł 2 z Mirkiem Jędrowskim.
- 2000 Szlagier Szoł z Mirkiem Jędrowskim.

## Ważniejsze koncerty
- 2011 15 Urodziny Radia Piekary – Piekary Śląskie.
- 2010 Biesiada Śląska (z TV Trwam).
- 2010 Śląska Gala Biesiadna – katowicki Spodek.
- 2008 Śląska Gala Biesiadna – katowicki Spodek.
- 2007 „Serduszka dwa” z Radiem Opole – Opole.
- 2007 Biesiada Barbórkowa w Teatrze Ziemi Rybnickiej.
- 2007 X Schlesien Treffen – Santa Susanna Hiszpania.
- 2006 Koncert TV z okazji „Dnia Matki” emisja w TVP3.
- 2006 X-lecie Radia Piekary.
- 2004 VII Schlesien Treffen – Santa Susanna Hiszpania.
- 2003 Koncerty w Rudesheim.
- 2003 Koncert Polonijny w Hamm.